# 슈퍼H

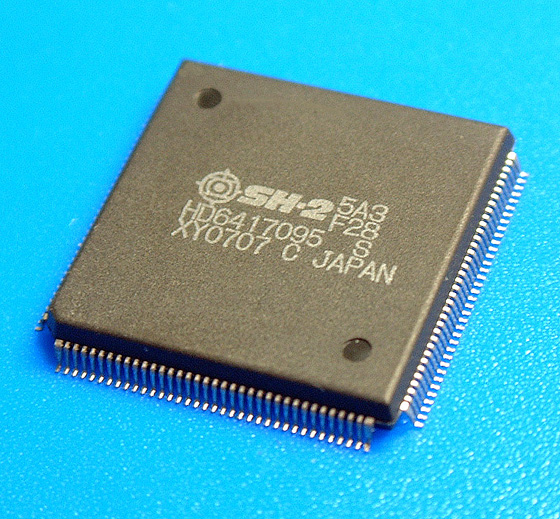
세가 32X와 세가 새턴의 SH-2.

슈퍼H(SuperH, SH) 프로세서는 히타치 제작소(Hitachi Ltd) 회사에서 제작한 마이크로 프로세서이다.

## 모델
- SuperH-1: CD-ROM 같이 기초적인 장비에서 사용한다.
- SuperH-2: SuperH-1 보다 정밀한 성능을 요구하는 곳에서 사용한다. 게임기에도 사용한 것으로 유명한데, SuperH-2를 탑재한 게임기로는 세가 32X (슈퍼 32X), 세가 새턴 (SEGA SATURN) 등이 있다.
- SuperH-3: Windows CE 운영체제를 사용하는 휴대용 기기에서 사용한다. (자동차 내비게이션등)
- SuperH-4: 높은 성능을 요구하는 곳에 사용된다. (셋톱박스, 카 오디오 시스템등) 이걸 사용한 게임기로는 세가 드림캐스트 (SEGA Dreamcast)가 있다.
- SuperH-5: 높은 성능을 요구하는 멀티미디어 기기에서 사용된다.